# Besenyőd
Besenyőd község Szabolcs-Szatmár-Bereg vármegyében, a Baktalórántházai járásban.

## Fekvése
A vármegye középső részén, a Nyírségben helyezkedik el. A környező települések közül Levelek 3, Apagy 7,5, Baktalórántháza 6,5, Nyíribrony 7,5, Ramocsaháza 10,5, Székely 14,5 kilométer távolságra található.

### Megközelítése
Legfontosabb közúti megközelítési útvonala a Nyíregyháza-Vásárosnamény-Beregsurány közt húzódó 41-es főút, mely a belterületének északi része mellett halad el, ezen az úton könnyen elérhető a község az ország távolabbi részei felől is. A faluközpont igazi főutcája azonban a 49 124-es számú mellékút, amely a szomszédos Levelek centrumában ágazik ki a 4926-os útból. Ófehértóval egy számozatlan önkormányzati út köti össze; határszélét keleten, úgyszólván pontszerűen érinti még a 493-as főút is.
A település belső területei közösségi közlekedéssel a Volánbusz által üzemeltetett 4215-ös busszal közelíthetőek meg.

## Története
Besenyőd nevét a Kállay család levéltárában fellelhető 1448-ból származó oklevél már említi.
1444-ben birtokosa a Kércsy család volt. 1457-ben a Sennyei család volt a település földesura.
1618-ban egyetlen földesura Besenyődi Mihály, akinek 20 jobbágycsaládja van.
A 18. század végén, és a 19. század elején több nagybirtokosa is volt a településnek.
A református egyház anyakönyvei szerint az 1700-as évek közepén a település kb. 85-90%-a nemes, közöttük több családnév „nemzetséges”, „nemzetes” előtaggal szerepel, úgy mint például Bezdédy, Baranyi, Borbély, Eőry, Halász, Ketskeméthy (mai írással Kecskeméti), Kiss, Ladányi, Lőrinczy, Mikó, Molnár, Nagy, Tarr (ma változó anyakönyvezéssel Tarr vagy Tar), Tar, Udvarhelyi, Vida, Zsiday családok.
A 20. század elején nagyobb birtokosai Horváth József és neje, Libera Gizella voltak.
Érdekes, említést érdemlő dűlő és helynevei: Keresztfa-rétje, Csattó, Tarsoly, Csuhos, Pázmán, Vitéz-konyha, Teberna-hegy, Makkai kút, Leshegy.

## Közélete

### Polgármesterei
- 1990–1994: Kálmándi István (független)[3]
- 1994–1998: Kálmándi István (független)[4]
- 1998–2002: Kálmándi István (független)[5]
- 2002–2006: Kálmándi István (független)[6]
- 2006–2007: Kálmándi István (független)[7]
- 2008–2010: Laskai Tiborné Dusinszki Mária (független)[8]
- 2010–2014: Laskai Tiborné (független)[9]
- 2014–2019: Laskai Tiborné (Fidesz-KDNP)[10]
- 2019–2024: Laskai Tiborné (független)[11]
- 2024– : Laskai Tiborné (független)[1]

A településen 2008. április 6-án időközi polgármester-választást kellett tartani, mert a települést a rendszerváltástól fogva megszakítás nélkül irányító Kálmándi István polgármester 2007. december 15-én elhunyt.

## Népesség
A település népességének változása:
| Lakosok száma | 681  | 690  | 722  | 733  | 652  | 679  | 688  |
|               | 2013 | 2014 | 2015 | 2021 | 2022 | 2023 | 2024 |

2001-ben a település lakosságának 99%-a magyar, 1%-a cigány nemzetiségűnek vallotta magát.
A 2011-es népszámlálás során a lakosok 66,8%-a magyarnak, 2,8% cigánynak, 1,9% románnak, 0,7% ukránnak mondta magát (37,4% nem nyilatkozott; a kettős identitások miatt a végösszeg nagyobb lehet 100%-nál). A vallási megoszlás a következő volt: római katolikus 8,4%, református 47,8%, görögkatolikus 5,2%, evangélikus 0,3%, felekezeten kívüli 0,7% (37,4% nem válaszolt).
2022-ben a lakosság 87,1%-a vallotta magát magyarnak, 7,5% cigánynak, 0,8% ukránnak, 0,5% románnak, 0,2% németnek, 0,2% ruszinnak, 1,8% egyéb, nem hazai nemzetiségűnek (12,9% nem nyilatkozott; a kettős identitások miatt a végösszeg nagyobb lehet 100%-nál). Vallásuk szerint 9,5% volt római katolikus, 51,2% református, 7,4% görög katolikus, 1,1% egyéb keresztény, 0,3% evangélikus, 0,2% ortodox, 5,4% felekezeten kívüli (24,8% nem válaszolt).

## Nevezetességei
- Első-második világháborús emlékmű, mely a helyi háborús harcosok neveit tartalmazza, és amelyet minden évben megkoszorúzunk.
- A falu külterületén, a központtól mintegy 3 kilométerre keletre találhatóak a mára szinte teljesen kifosztott, egykori Thuránszky-tanya romjai. Itt temették el az 1848-as szabadságharc egyik huszárfőhadnagyát, Molnár Ákost, akinek a régi Thuránszky-tanyán található a sírja és a családi kriptája.
- Református templom, amely a rajta olvasható évszám tanúsága szerint 1928-ban épült újra,[17] a korábban többszöri tűzvész áldozatául esett fatemplom helyett. A parókia 2008-ban épült újra. A településen kezdetektől fogva a református felekezethez tartozik a lakosság legnagyobb része, a katolikusok száma elenyésző.
- Általános iskola, melyhez a 21. század elején hozzáépítettek egy másik részt is, amelyben a felsős osztályok tanulhatnak. Ez egy kétszintes épület, melyben található egy informatika-, egy matematika-fizika-, valamint egy magyar–angol-terem. Az utóbbi időkben tanulmányi versenyeket is rendeznek az iskolában, melyekre a környékről érkeznek a tanulók.

## Ismert személyek
- Itt élt és gazdálkodott az 1920-as évek elejétől Thuránszky Pál magyar katonatiszt, földbirtokos, főispán, országgyűlési képviselő, aki egy időben a községi bírói tisztséget is betöltötte a településen.